# Chris Cadden
Pour les articles homonymes, voir Cadden.
Christopher Cadden, né le 19 septembre 1996 à Bellshill en Écosse, est un footballeur international écossais qui joue au poste de milieu de terrain au Hibernian FC.

## Biographie

### Au club
Il prolonge son contrat de deux années supplémentaires, en mars 2016, au Motherwell Football Club.
Le 23 juillet 2019, il rejoint le Crew SC de Columbus, et le même jour il est prêté à Oxford United jusqu'au 1er janvier 2020.
Après avoir rejoint Hibernian FC en 2021, il y prolonge son contrat en août 2022 jusqu'en été 2025.
Le 14 mars 2025, le club annonce le prolongement de son contrat allant jusqu'à l'été 2027.

### International
Le 17 mai 2018, il est appelé pour la première fois en équipe d'Ecosse,. Le 29 mai 2018, il fait ses débuts internationaux pour l'Écosse dans un match amical contre le Pérou à Lima (victoire 2-0 à faveur du Pérou).

## Palmarès
- Champion d'Écosse de League Two (D4) en 2015 avec Albion Rovers
- Vainqueur de la Coupe MLS en 2020
- Finaliste de la Coupe de la Ligue écossaise en 2017 avec Motherwell
- Finaliste de la Coupe d'Écosse en 2018 avec Motherwell